# Rio do Quimbira
Rio do Quimbira är ett vattendrag i Brasilien.   Det ligger i delstaten Rio de Janeiro, i den sydöstra delen av landet, 900 km sydost om huvudstaden Brasília.
Omgivningarna runt Rio do Quimbira är huvudsakligen savann. Runt Rio do Quimbira är det glesbefolkat, med 15 invånare per kvadratkilometer.